# Shell Valley
Shell Valley és una població dels Estats Units a l'estat de Dakota del Nord. Segons el cens del 2000 tenia 395 habitants.

## Demografia
Segons el cens del 2000, Shell Valley tenia 395 habitants, 100 habitatges, i 93 famílies. La densitat de població era de 151 hab./km².
Dels 100 habitatges en un 78% hi vivien nens de menys de 18 anys, en un 34% hi vivien parelles casades, en un 44% dones solteres, i en un 7% no eren unitats familiars. En el 7% dels habitatges hi vivien persones soles el 3% de les quals corresponia a persones de 65 anys o més que vivien soles. El nombre mitjà de persones vivint en cada habitatge era de 3,95 i el nombre mitjà de persones que vivien en cada família era de 3,98.
Per edats la població es repartia de la següent manera: un 51,9% tenia menys de 18 anys, un 13,4% entre 18 i 24, un 25,6% entre 25 i 44, un 7,3% de 45 a 60 i un 1,8% 65 anys o més.
L'edat mediana era de 17 anys. Per cada 100 dones de 18 o més anys hi havia 75,9 homes.
La renda mediana per habitatge era de 13.571 $ i la renda mediana per família de 14.107 $. Els homes tenien una renda mediana de 21.250 $ mentre que les dones 11.500 $. La renda per capita de la població era de 4.948 $. Entorn del 56,6% de les famílies i el 57% de la població estaven per davall del llindar de pobresa.

## Poblacions més properes
El següent diagrama mostra les poblacions més properes.